# (4980) Magomaev
(4980) Magomaev (1974 SP1) – planetoida z pasa głównego asteroid okrążająca Słońce w ciągu 5,76 lat w średniej odległości 3,21 j.a. Odkryta 19 września 1974 roku.